# Bacchites
Bacchites – rodzaj głowonogów z wymarłej gromady amonitów.